# Vaughan Smith
Henry Vaughan Lockhart Smith (* 22. Juli 1963) ist ein englischer Journalist. Er diente als Offizier der British Army in Nordirland, Zypern und Deutschland. In den 1990er Jahren arbeitete er als unabhängiger Kameramann und Krisenberichterstatter unter anderem im Irak, in Afghanistan, Bosnien, Tschetschenien und dem Kosovo.  Smith gab sich beim Golfkrieg 1991 als Offizier der britischen Armee aus, um so unzensiert Bericht erstatten zu können. Zweimal wurde auf Smith geschossen, aber er überlebte mit leichten Verletzungen. Als er im April 1998 in Prekaz serbische Militäraktionen filmte, blieb eine Kugel in seinem Mobiltelefon stecken.
Smith gründete im Jahr 2003 den Frontline Club in London, um damit unabhängigen Journalismus zu unterstützen. Von Ende 2010 bis 2012 beherbergte Smith Julian Assange, den Gründer von WikiLeaks, erst in seinem Frontline Club und dann auf seinem Landsitz. Er stellte mit 20.000 britischen Pfund einen Teil der Kaution, die Assange zum Verlassen der Untersuchungshaft hinterlegen musste.